# Pales eucastri
Pales eucastri är en tvåvingeart som beskrevs av Robineau-desvoidy 1863. Pales eucastri ingår i släktet Pales och familjen parasitflugor.
Artens utbredningsområde är Frankrike. Inga underarter finns listade i Catalogue of Life.